# Борец Радде
Боре́ц Радде (лат. Aconitum raddeanum) — многолетнее травянистое растение, вид рода Борец (Aconitum) семейства Лютиковые (Ranunculaceae).

## Распространение и экология
Ареал вида охватывает Дальний Восток. Описан с Амура.
Произрастает в тенистых хвойных и смешанных лесах, по кустарникам.

## Ботаническое описание
Стебель высотой до 1 м, на конце слегка вьющийся и разветвлённый.
Листья длиной до 10 см, шириной до 15 см, в общем очертании пятиугольные, до основания рассечены на 5 сегментов, ромбически-овальных, сидячих или на черешочках; средняя разделена на 3, боковые на 2 дольки 2-го порядка, несущие крупные, заострённые зубцы.
Соцветие — рыхлая кисть; цветки фиолетовые, обычно загнуты назад и сидят на цветоножках, снабженных листовидными прицветниками, нередко дугообразно отходящих от стебля. Шлем округло-конический с небольшим отогнутым кверху носиком, далеко отставлен от боковых долей, высотой 13—14 мм, длиной 20—23 мм, шириной на уровне носика 12—15 мм; боковые доли неравнобокие, длиной 14—15 мм, шириной 9—11 мм; нижние доли длиной 10—12 мм. Нектарник с крючкообразно загнутым шпорцем и длинной пластинкой.

## Значение и применение
Весной поедается в небольшом количестве крупно рогатым скотом. Косулей и изюбрем поедается хорошо. В июле и августе эти животные ощипывают все листовые пластинки. Данные о поедаемости пятнистым оленем противоречивы.

## Таксономия
Вид Борец Радде входит в род Борец (Aconitum) трибы Живокостные (Delphinieae) подсемейства Лютиковые (Ranunculoideae) семейства Лютиковые (Ranunculaceae) порядка Лютикоцветные (Ranunculales).
|  |                       |  |                                               |                                               |                                         |  | ещё четыре подсемейства (согласно Системе APG II) | ещё четыре подсемейства (согласно Системе APG II) |                                           |  |  |  | ещё 2 рода              | ещё 2 рода      |  |  |
|  |                       |  |                                               |                                               |                                         |  | ещё четыре подсемейства (согласно Системе APG II) | ещё четыре подсемейства (согласно Системе APG II) |                                           |  |  |  | ещё 2 рода              | ещё 2 рода      |  |  |
|  |                       |  |                                               | семейство Лютиковые                           |                                         |  |                                                   |                                                   | триба Живокостные                         |  |  |  |                         | вид Борец Радде |  |  |
|  |                       |  |                                               | семейство Лютиковые                           |                                         |  |                                                   |                                                   | триба Живокостные                         |  |  |  |                         | вид Борец Радде |  |  |
|  | порядок Лютикоцветные |  |                                               |                                               | подсемейство Лютиковые (Ranunculoideae) |  |                                                   |                                                   | род Борец, или Аконит                     |  |  |  |                         |                 |  |  |
|  | порядок Лютикоцветные |  |                                               |                                               |                                         |  |                                                   |                                                   |                                           |  |  |  |                         |                 |  |  |
|  |                       |  | ещё десять семейств (согласно Системе APG II) | ещё десять семейств (согласно Системе APG II) |                                         |  |                                                   | ещё восемь триб (согласно Системе APG II)         | ещё восемь триб (согласно Системе APG II) |  |  |  | ещё от 250 до 300 видов |                 |  |  |
|  |                       |  |                                               | ещё десять семейств (согласно Системе APG II) |                                         |  |                                                   |                                                   | ещё восемь триб (согласно Системе APG II) |  |  |  |                         |                 |  |  |